# Manor Solomon
Manor Solomon (hebräisch מנור סולומון; * 24. Juli 1999 in Kfar Saba) ist ein israelischer Fußballspieler. Er spielt als Offensiver Mittelfeldspieler oder linker Außen- oder Flügelstürmer und steht aktuell als Leihspieler von Tottenham Hotspur bei Leeds United unter Vertrag. Außerdem ist er seit 2018 Spieler der israelischen Nationalmannschaft.

## Verein
Manor Solomon begann beim Club Maccabi Petach Tikwa aus der Ligat ha’Al mit dem Fußballspielen. Dort durchlief er die Jugendmannschaften, bevor er 2016 sein Debüt in der Profimannschaft gab. Er stand insgesamt 68-mal in Ligaspielen für den Club auf dem Platz und erzielte dabei acht Tore. Auch im israelischen Ligapokal stand er für Maccabi Petach Tikwa auf dem Feld.
Nach dem Abstieg 2019 wechselte er für eine Ablösesumme von 6 Mio. € zu Schachtar Donezk in die Premjer-Liha. Mit seiner Mannschaft nahm er, neben der Meisterschaft und dem Pokal, auch in der Champions League teil. In der Gruppe C traf er im zweiten Gruppenspiel gegen Atalanta Bergamo in der fünften Minute der Nachspielzeit zum 2:1-Siegtreffer.
Zur Saison 2022/23 wechselte er auf Leihbasis zum englischen Premier-League-Verein FC Fulham. Nach Ablauf der Leihe blieb er in London und wechselte fest zu Tottenham Hotspur. Im August 2024 wurde er an Leeds United verliehen.

## Nationalmannschaft
Seit der U-16 durchlief Solomon alle Jugendnationalmannschaften Israels. 2018 gab er sein A-Länderspieldebüt beim 1:0-Sieg in der UEFA Nations League 2018/19 gegen Albanien.

## Titel und Erfolge
Mit dem Verein Schachtar Donezk:
- Ukrainischer Meister: 2019, 2020, 2022
- Ukrainischer Pokalsieger: 2019
- Ukrainischer Supercupsieger: 2021

## Familie und Persönliches
Solomon ist Nachkomme von Sepharden und besitzt daher auch einen portugiesischen Reisepass.